# كلوديا غراي
كلوديا غراي (بالإنجليزية: Claudia Gray)‏ (12 يونيو 1970، نيويورك في الولايات المتحدة)؛ كاتِبة مُتخصِّصة في أدب الأطفال وروائية أمريكية.

## روابط خارجية
- كلوديا غراي على موقع ميوزك برينز (الإنجليزية)